# Mezquita de Yavuz Selim
La mezquita de Yavuz Selim, también conocida como mezquita de Selim I o mezquita Yavuz Sultan Selim (en turco: Yavuz Selim Camii) es una mezquita imperial otomana del siglo XVI ubicada en la cima de la Quinta Colina de Estambul, Turquía, en el barrio de Çukurbostan, con vistas al Cuerno de Oro. Su tamaño y localización geográfica la convierten en un hito familiar en el horizonte de Estambul.

## Historia
La mezquita Yavuz Selim es la segunda mezquita imperial existente más antigua de Estambul. Fue encargada por el sultán otomano Solimán el Magnífico en memoria de su padre Selim I, que había fallecido en 1520. El arquitecto fue Alaüddin (Acem Alisi).  La mezquita se completó en 1527/1528. Se han hecho intentos de asociar la edificación con el famoso arquitecto imperial Mimar Sinan, pero no hay pruebas documentales que lo respalden y la fecha de la mezquita es demasiado temprana. Sin embargo, uno de los  türbe en el jardín de la mezquita es obra de Sinan (ver más abajo).

## Arquitectura

### Exterior
La mezquita fue construida en una terraza con vistas a la Cisterna de Aspar, el mayor de los tres depósitos romanos en Constantinopla. El gran patio (avlu) tiene un pórtico con una columnada de varios tipos de mármol y granito. La mezquita tiene paneles de azulejos coloreados que fueron decorados usando la técnica de la cuerda seca. Son similares a los paneles de la luneta sobre las ventanas a ambos lados de la chimenea en la Sala de la Circuncisión (Sünnet Odası) del Palacio de Topkapı y casi con certeza fueron hechos por el mismo grupo de artesanos iraníes que trabajaban para la corte otomana. La mezquita está flanqueada por minaretes gemelos.

### Interior
La planta interior de la mezquita es una simple sala cuadrada, de 24,5 m de cada lado, cubierta por una cúpula poco profunda de 32,5 m de altura. Al igual que con Hagia Sophia, la cúpula es mucho menos profunda que un hemisferio completo. Las ventanas están decoradas con lunetos de teja seca policromada . Al norte y al sur de la sala principal, pasajes cupulados conducían a cuatro pequeñas salas también cupuladas, que estaban destinadas a funcionar como hospicios para los dervishes viajeros.

## Tumbas
Localizadas en el jardín detrás de la mezquita y con vista al Cuerno de Oro, se encuentra el  türbe del sultán Selim I, que se completó en 1523. El edificio es exteriormente octogonal y tiene un porche decorado con paneles de azulejos de diseño único.
Un segundo  türbe octogonal con una larga inscripción tallada en la piedra del exterior alberga las tumbas de cuatro hijos de Solimán el Magnífico. Data de 1556, y se atribuye a Mimar Sinan. La tercera türbe del jardín es la del sultán Abdülmecid I, construida poco antes de su muerte en 1861.

## Galería

Exterior
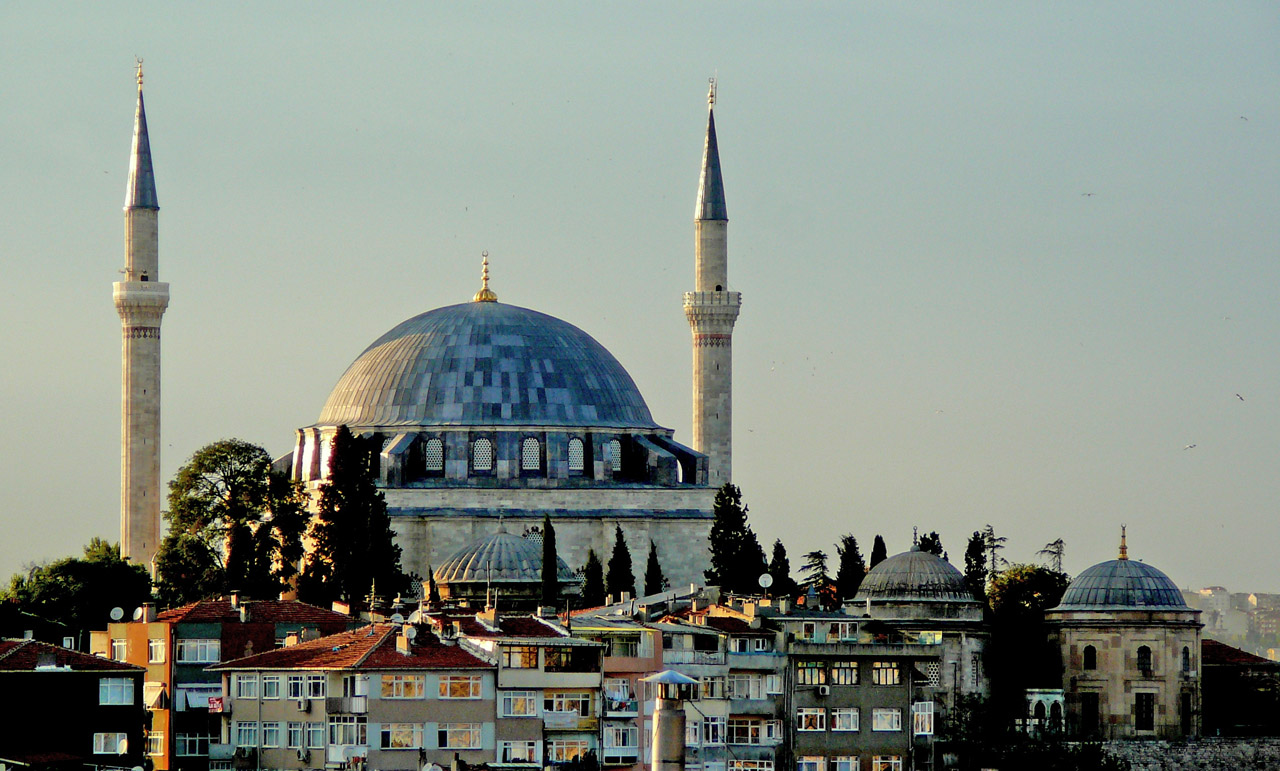
Vista lejana
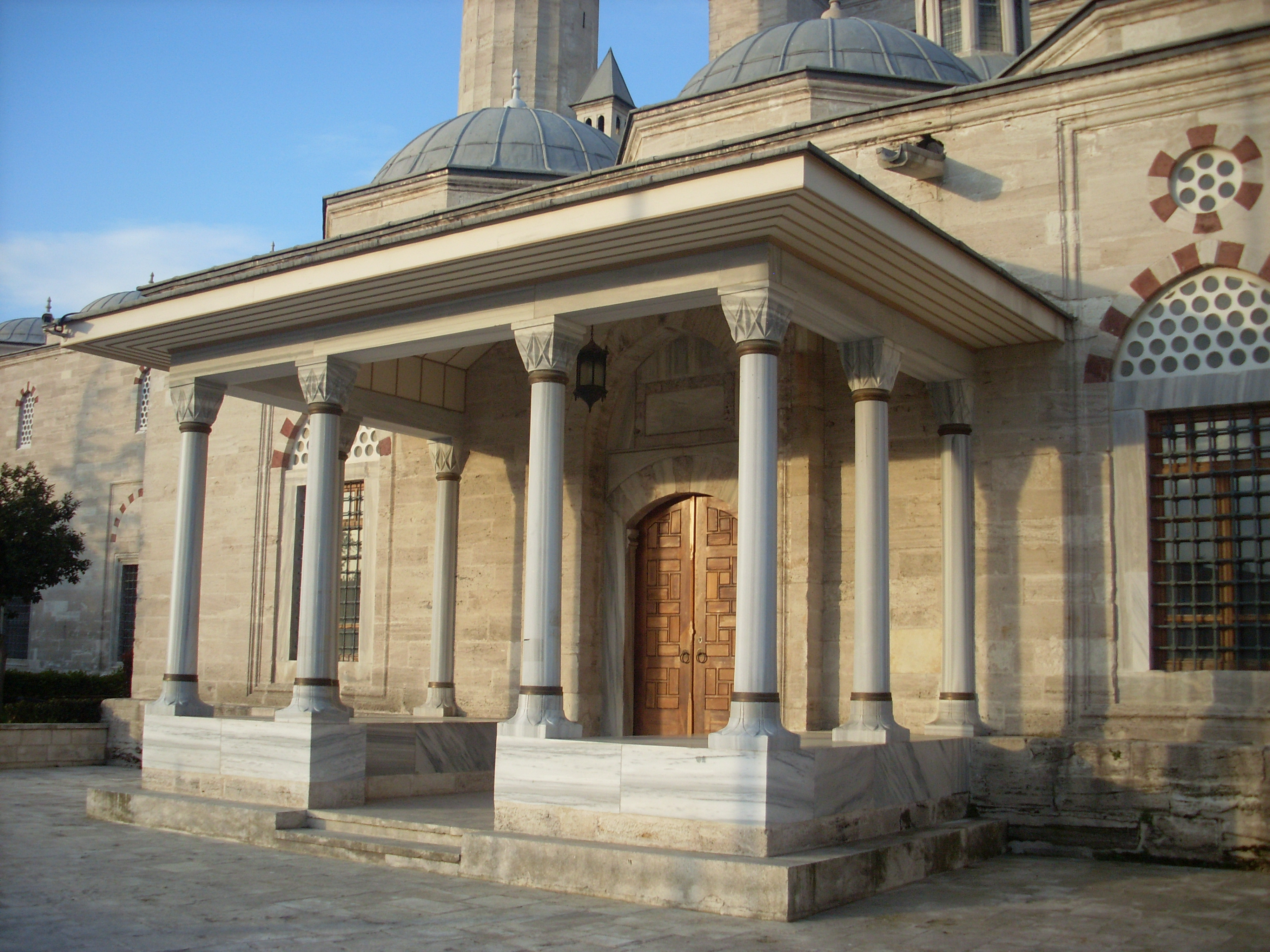
Puerta de entrada lateral
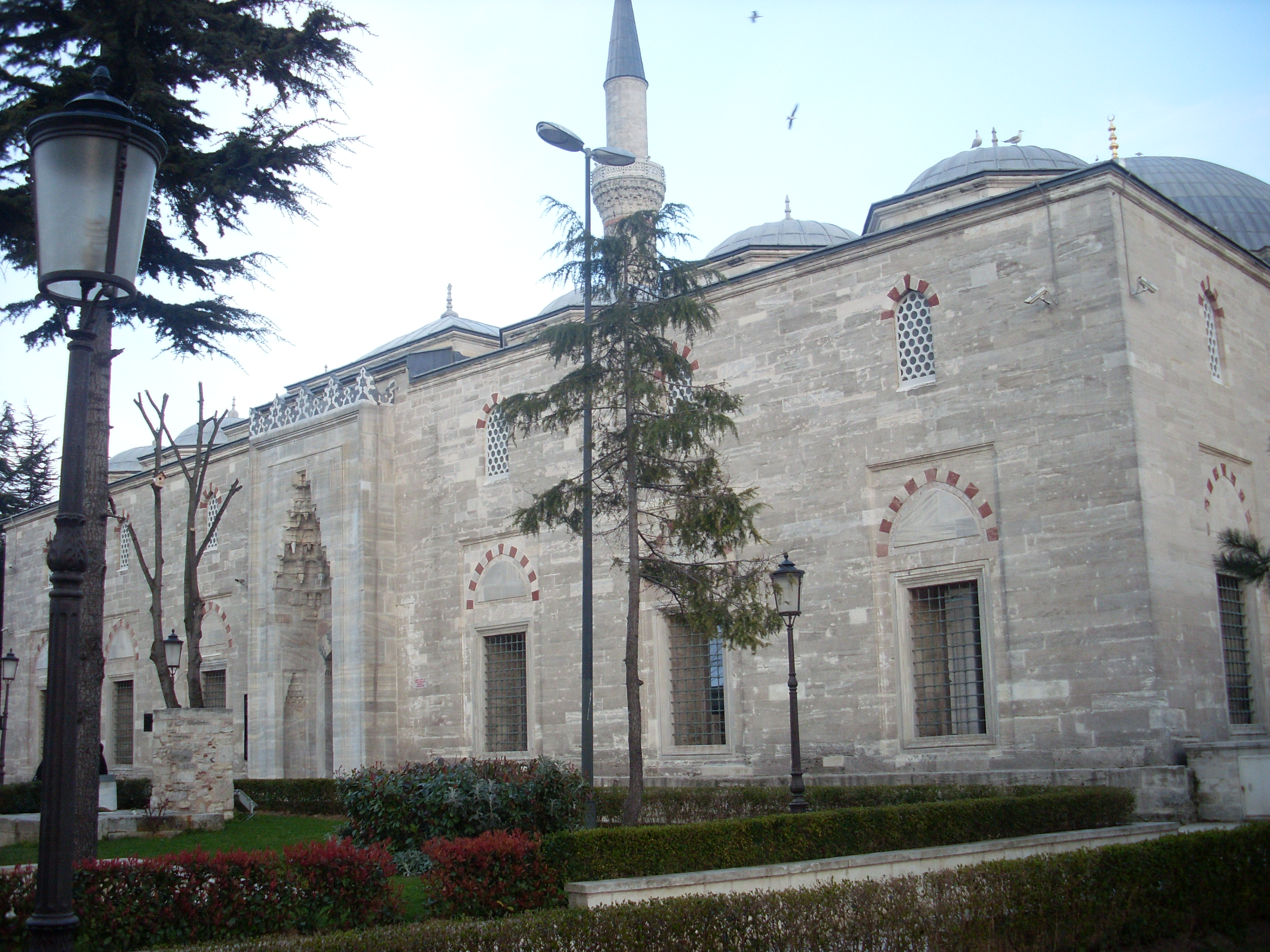
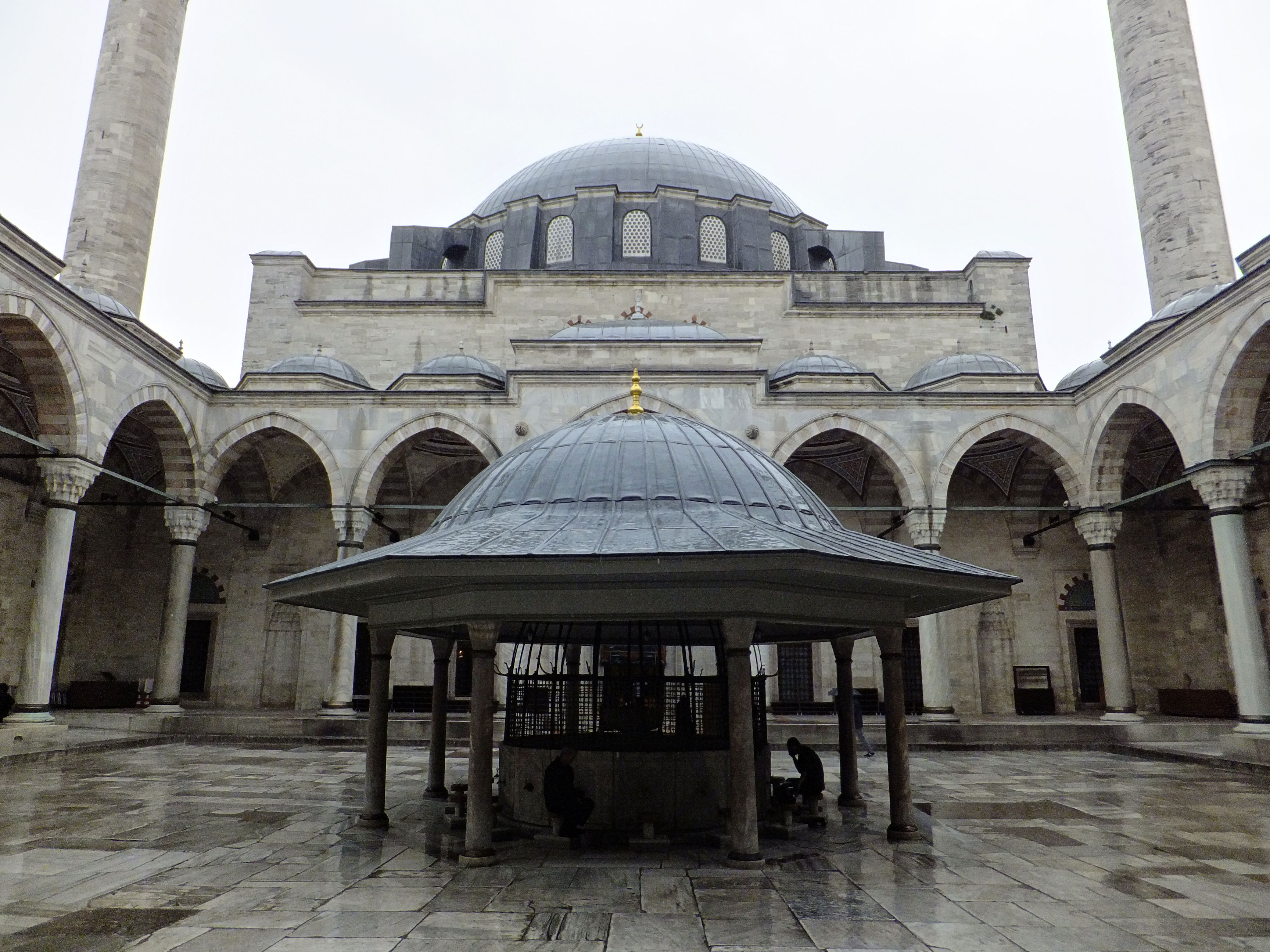
La fuente de las abluciones en el patio
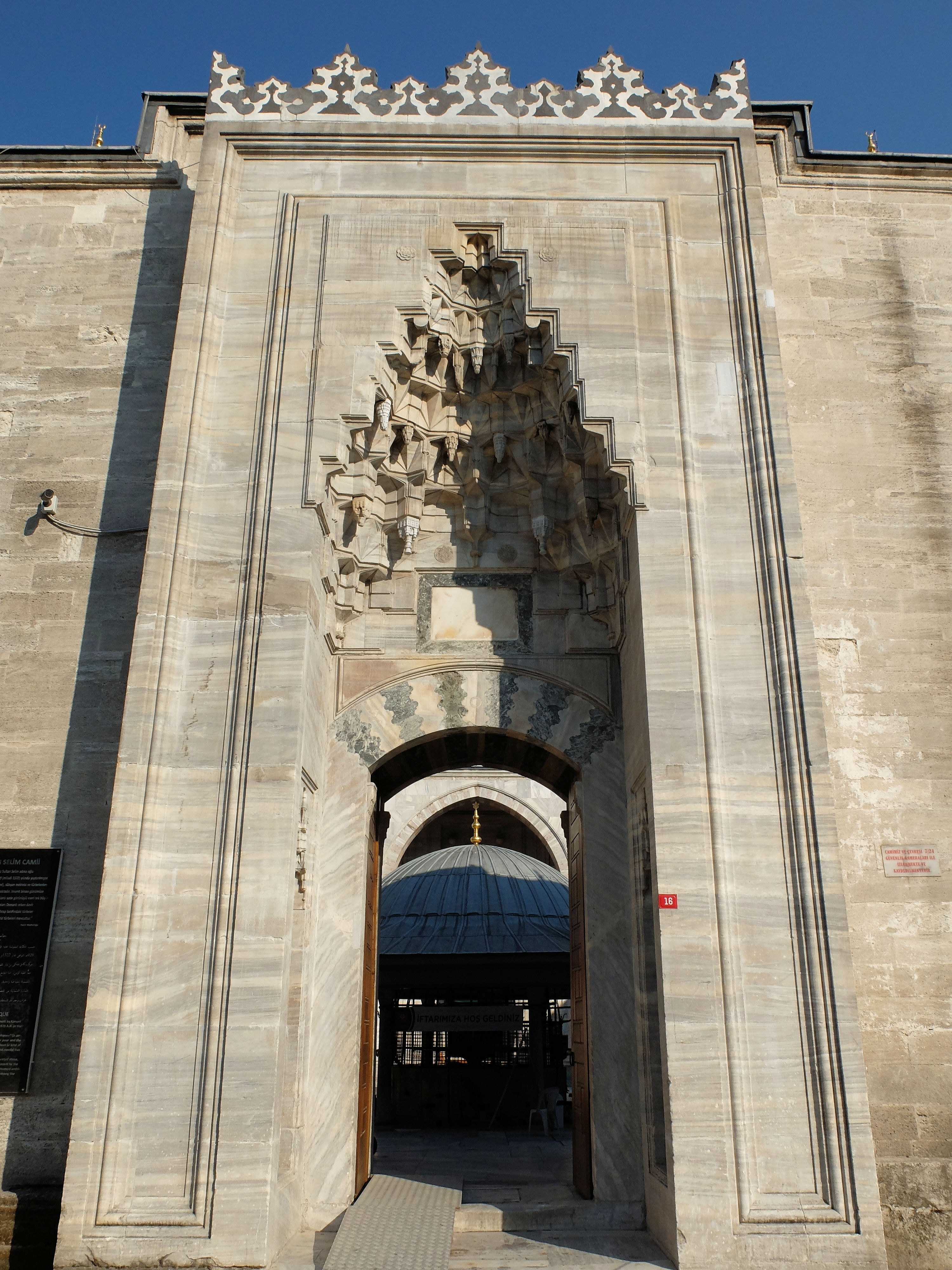
Portal de entrada al patio
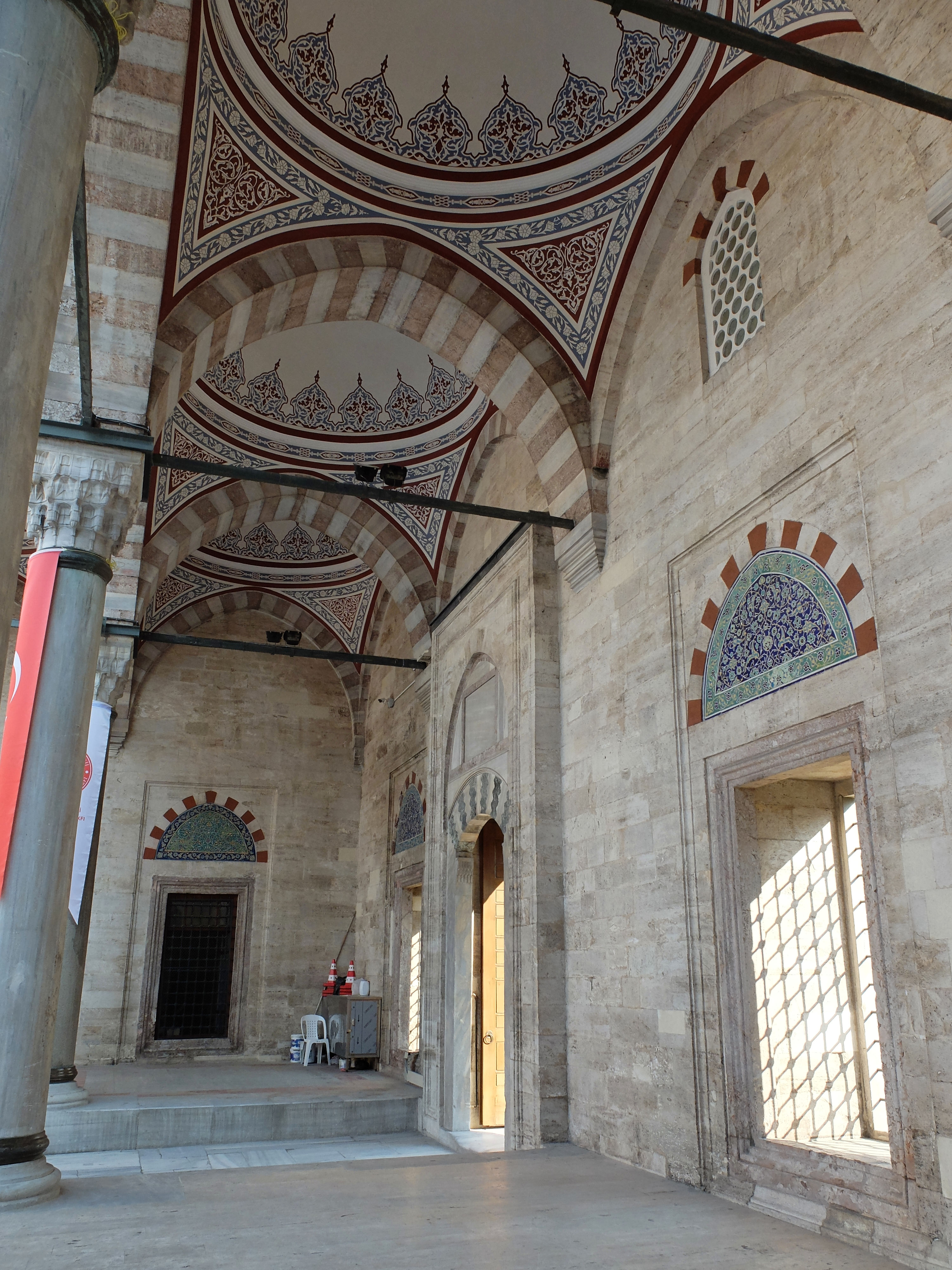
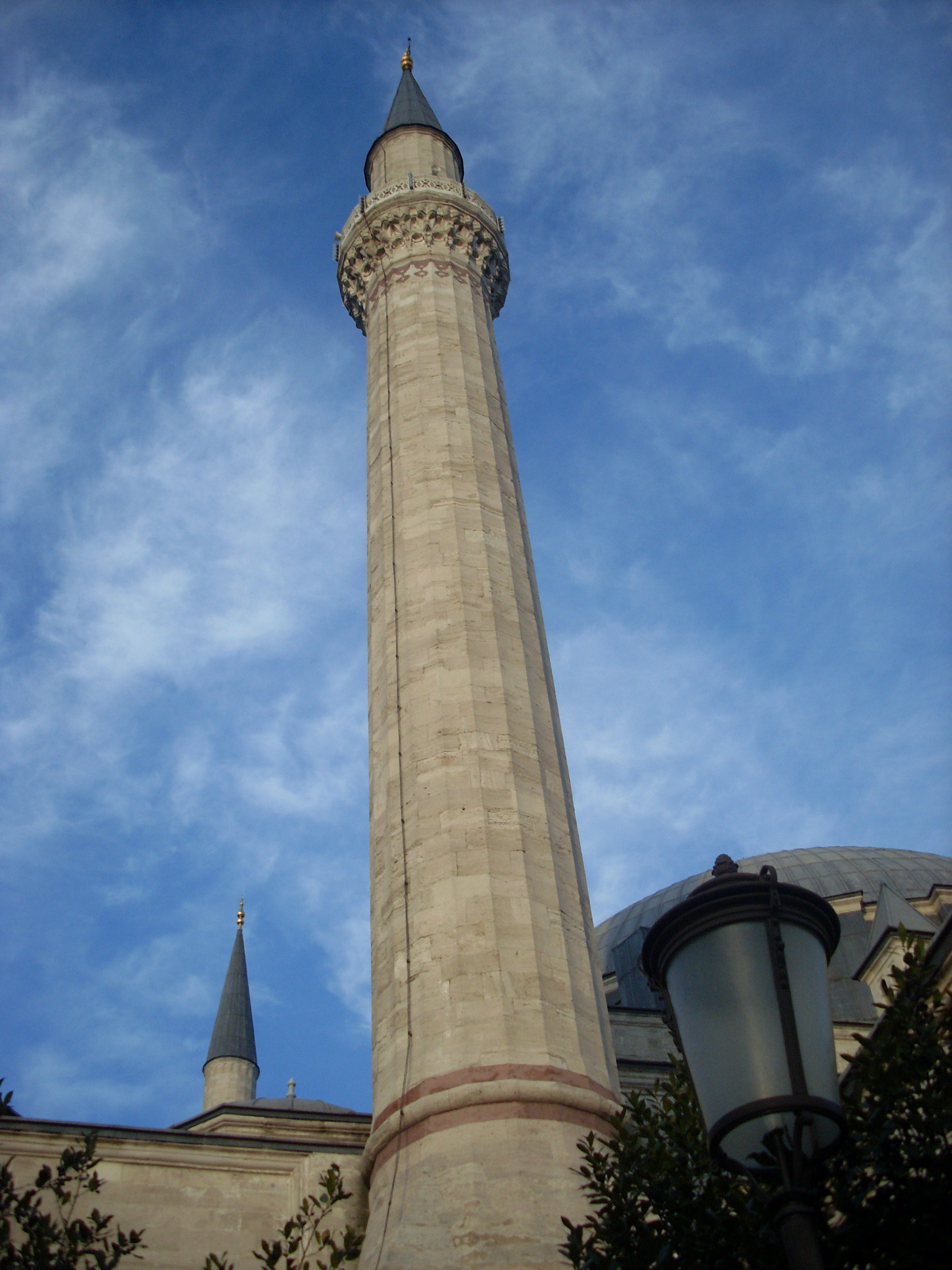
Uno de los minaretes gemelos

Interior
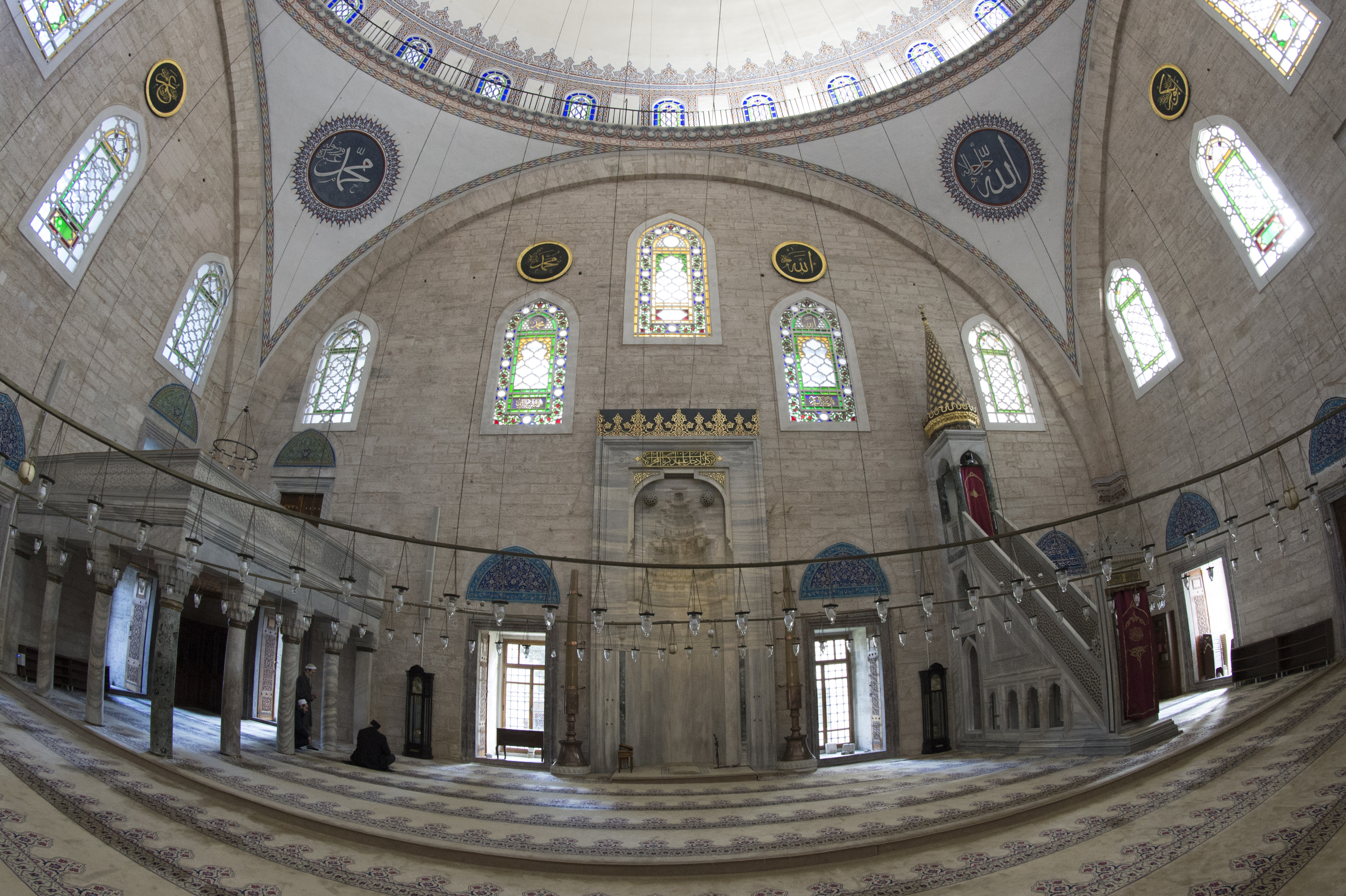
Sala principal
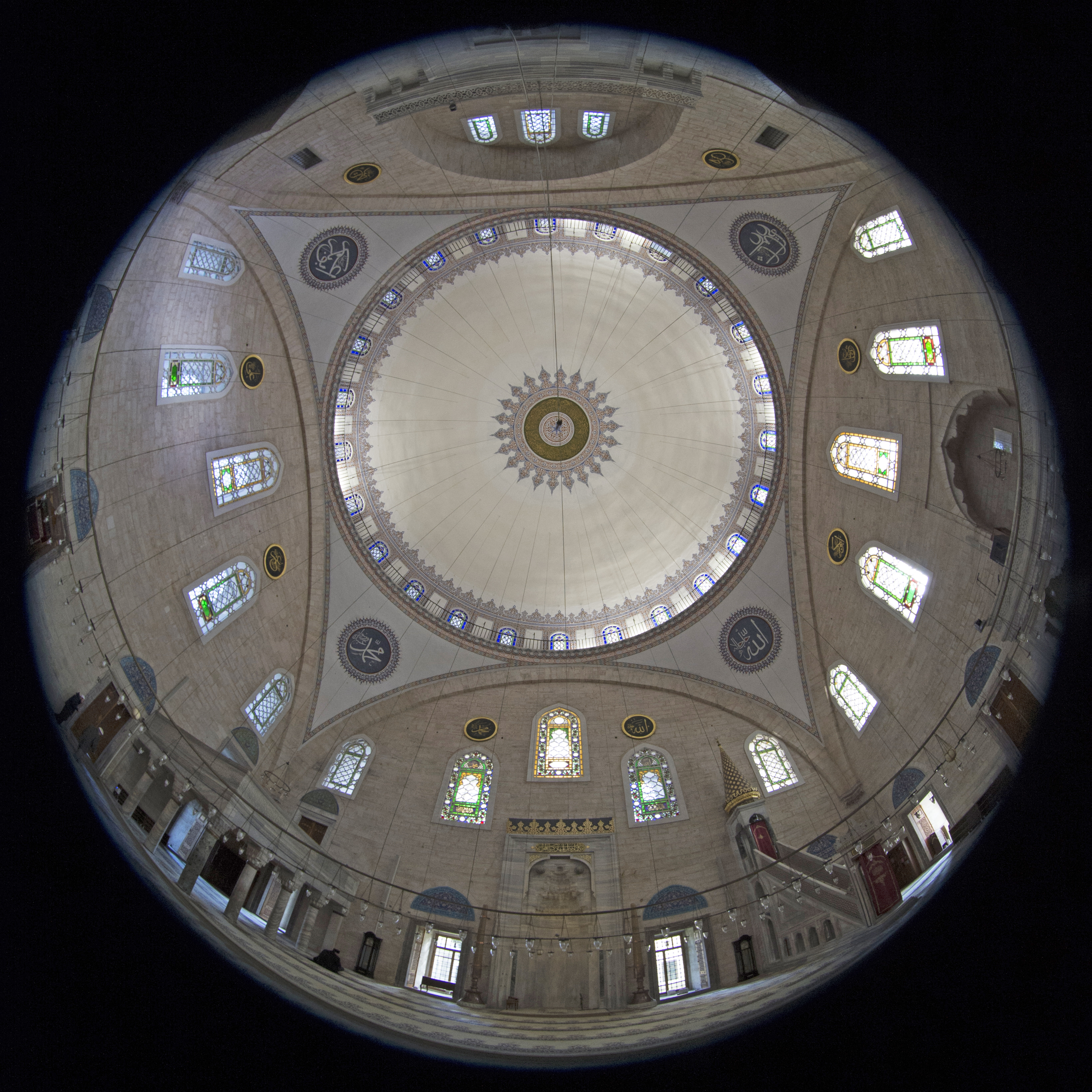
Cúpula de la sal principal
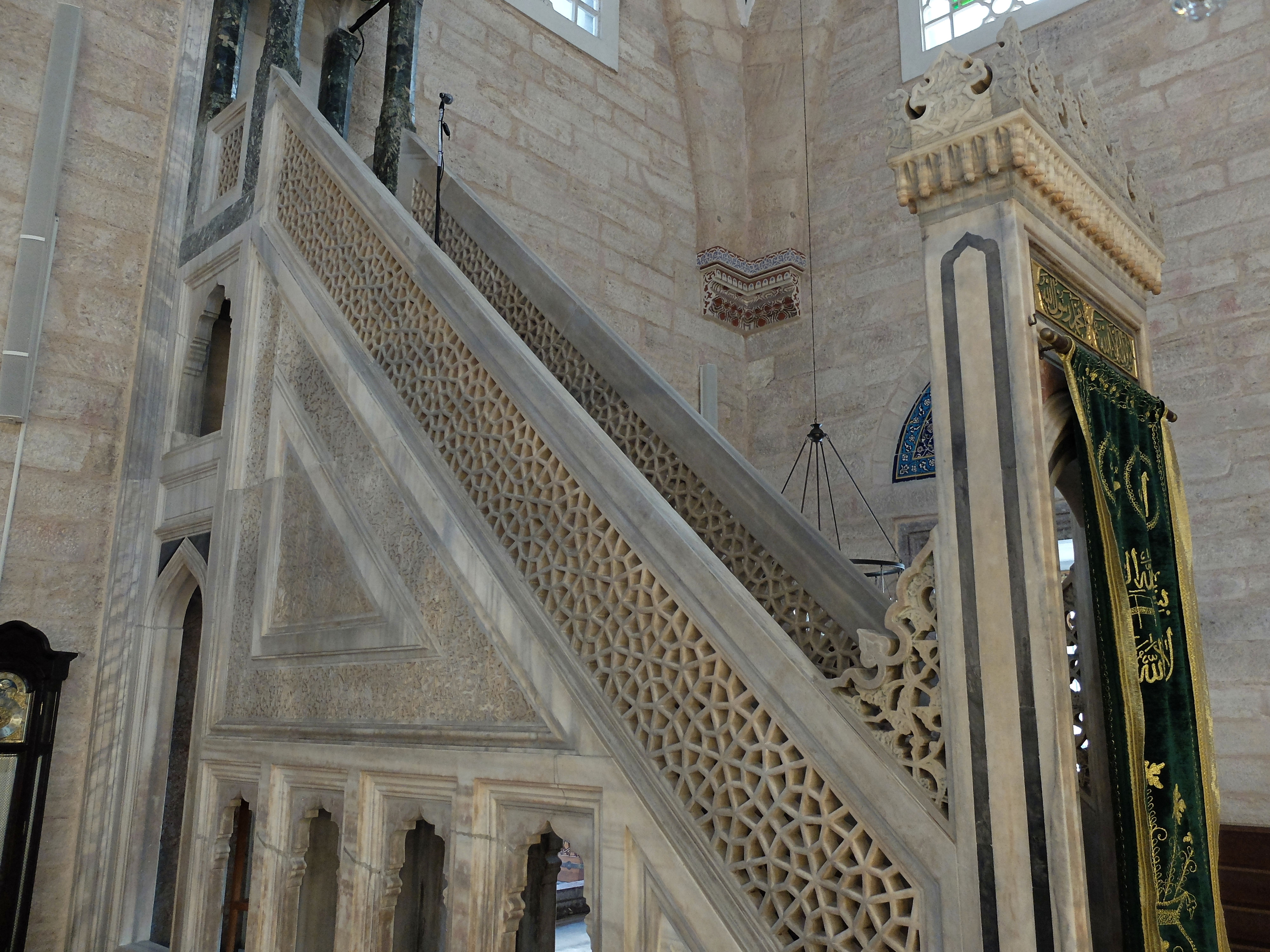
Minbar
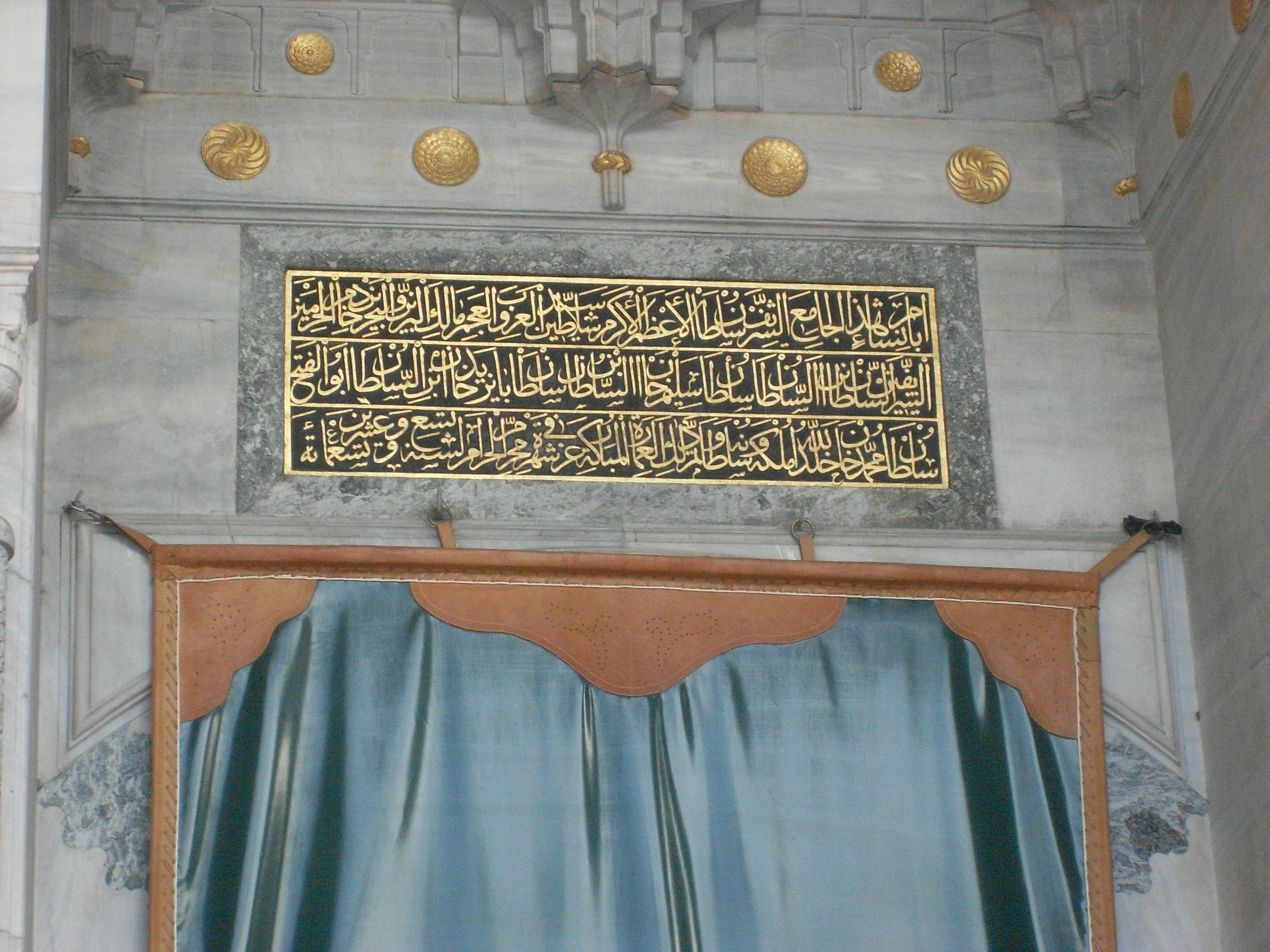
Inscripción en la entrada
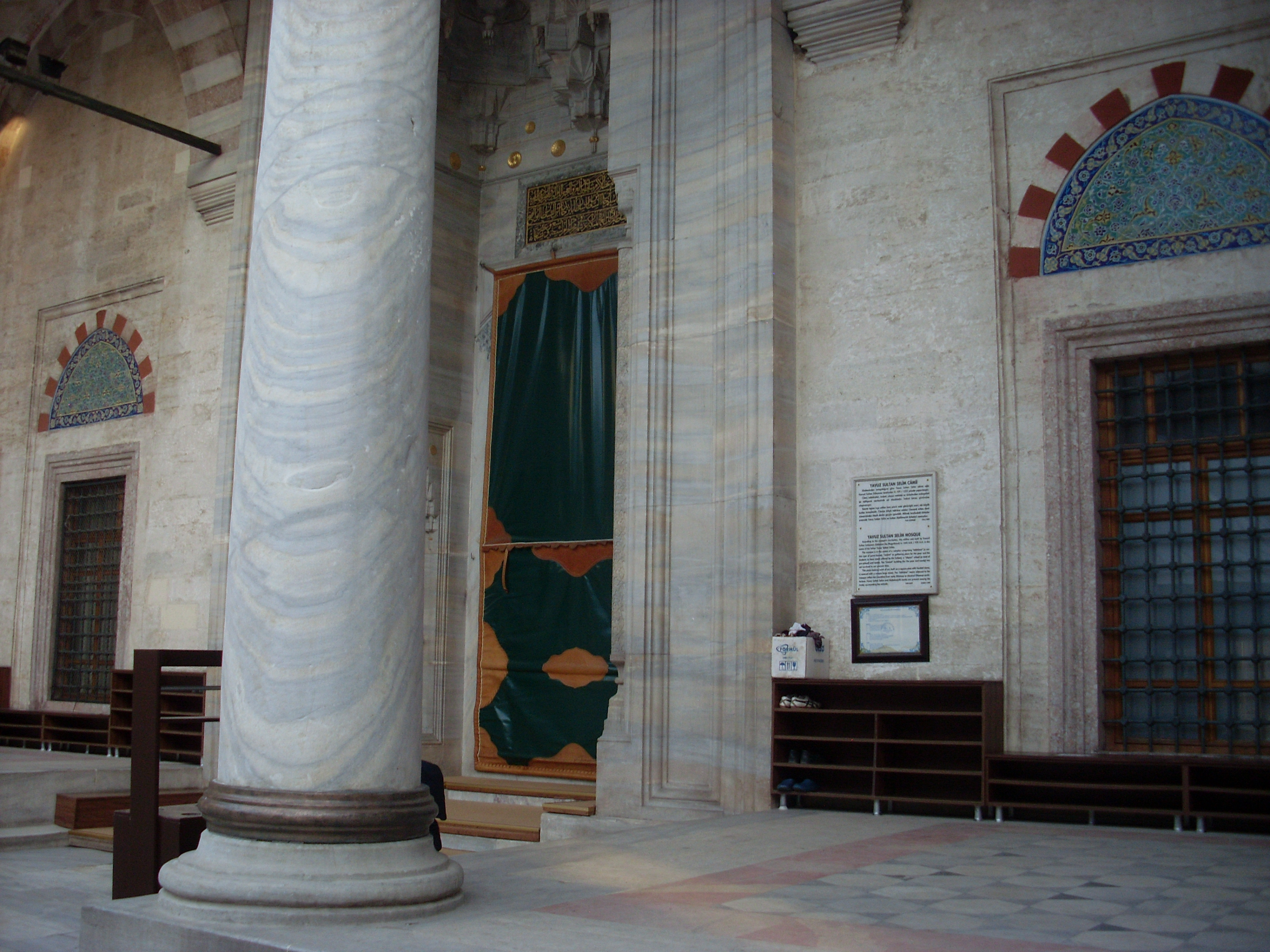

Tumbas del complejo
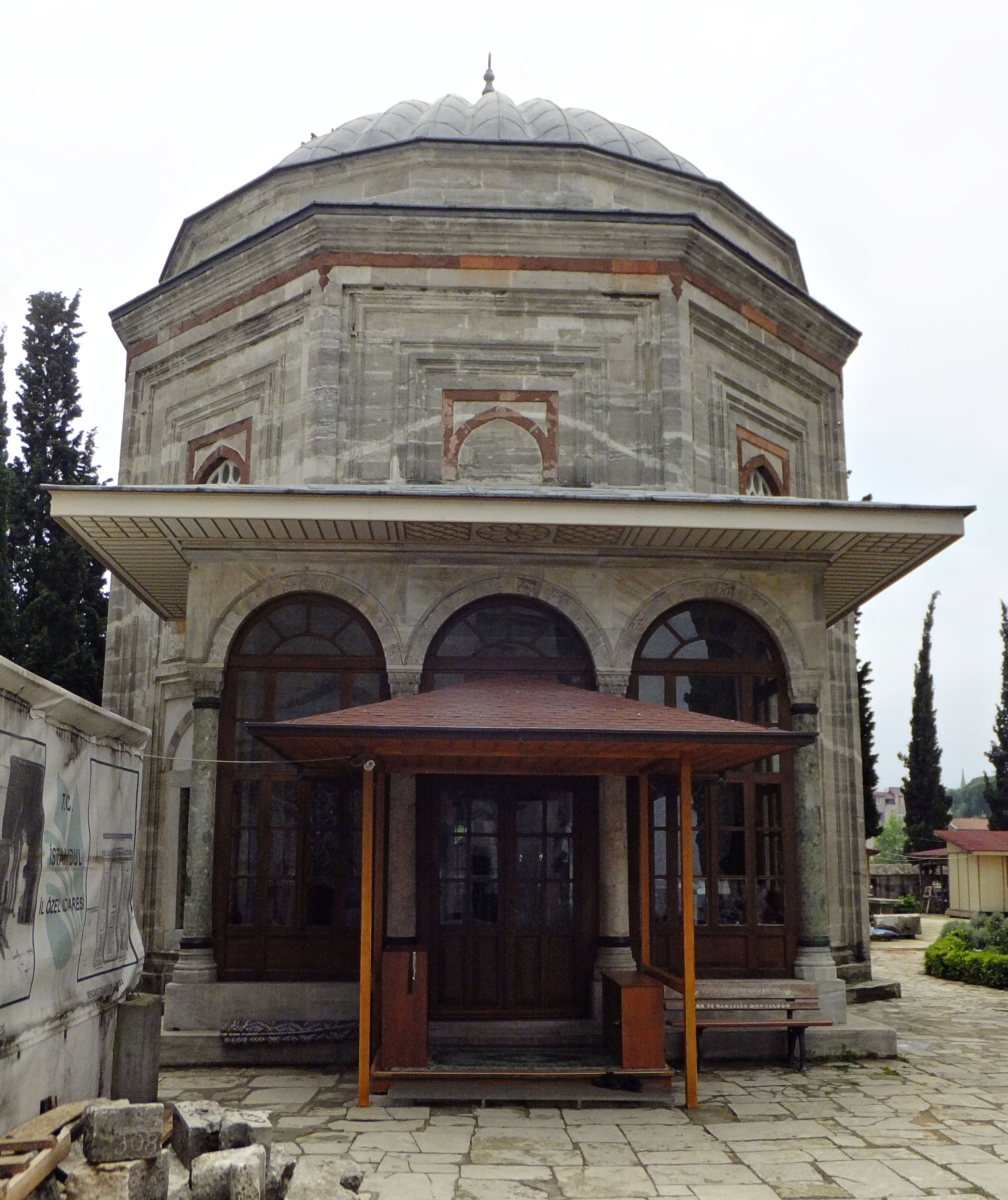
Mausoleo de Selim I
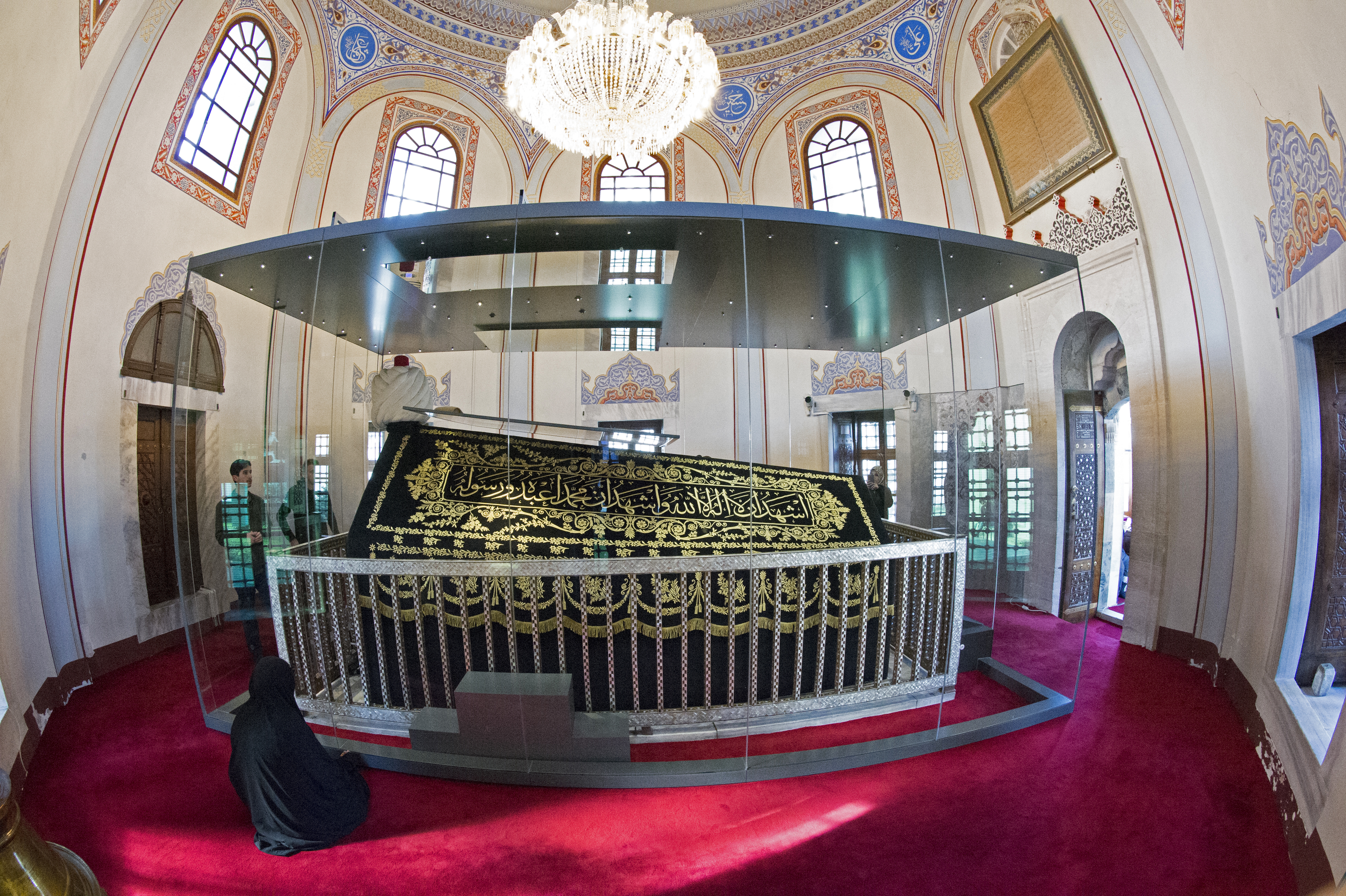
Interior del mausoleo de Selim I
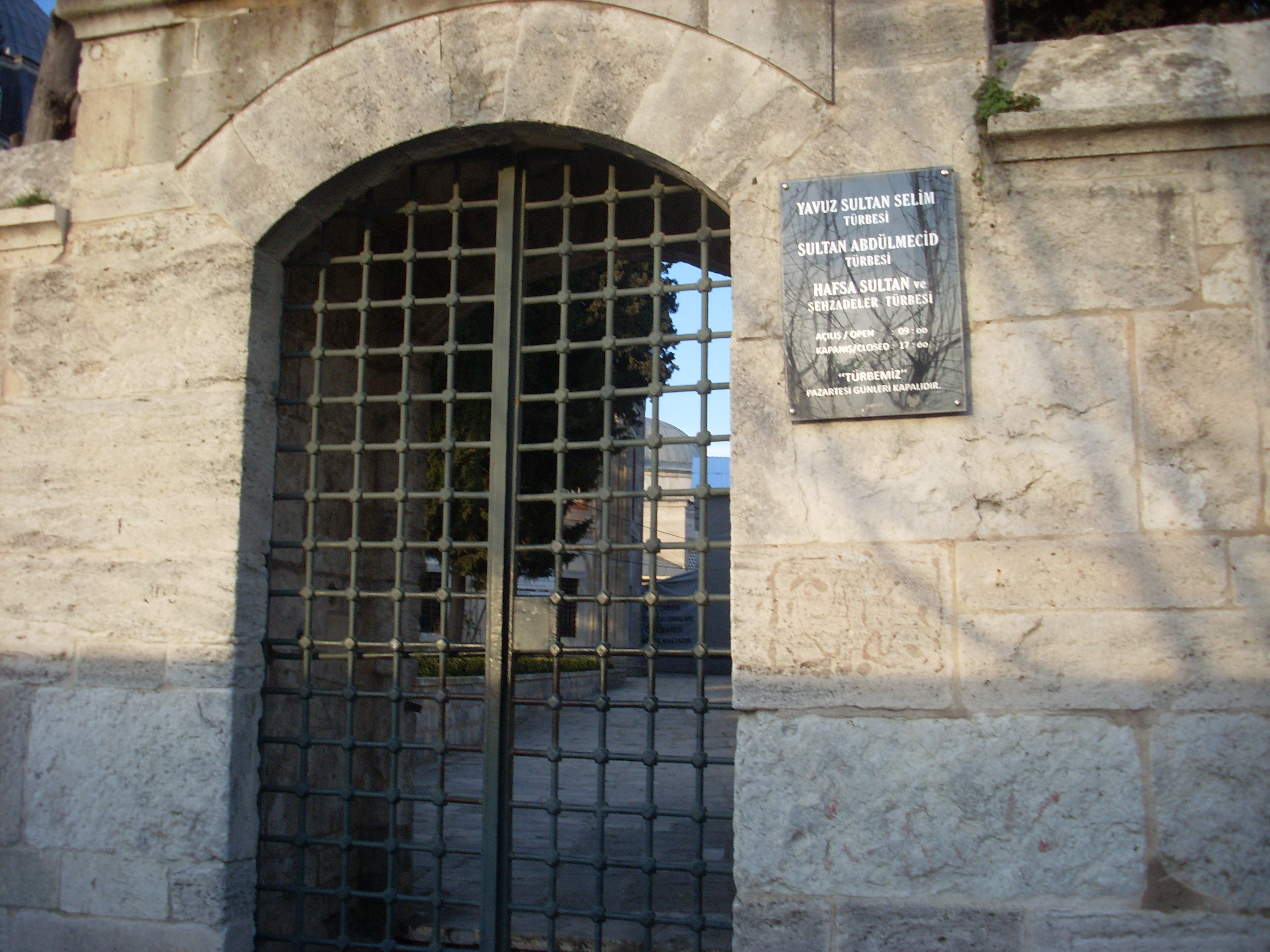
La entrada a los türbes de Yavuz Sultan Selim, Hafsa Sultan y Sultan Abdülmecid
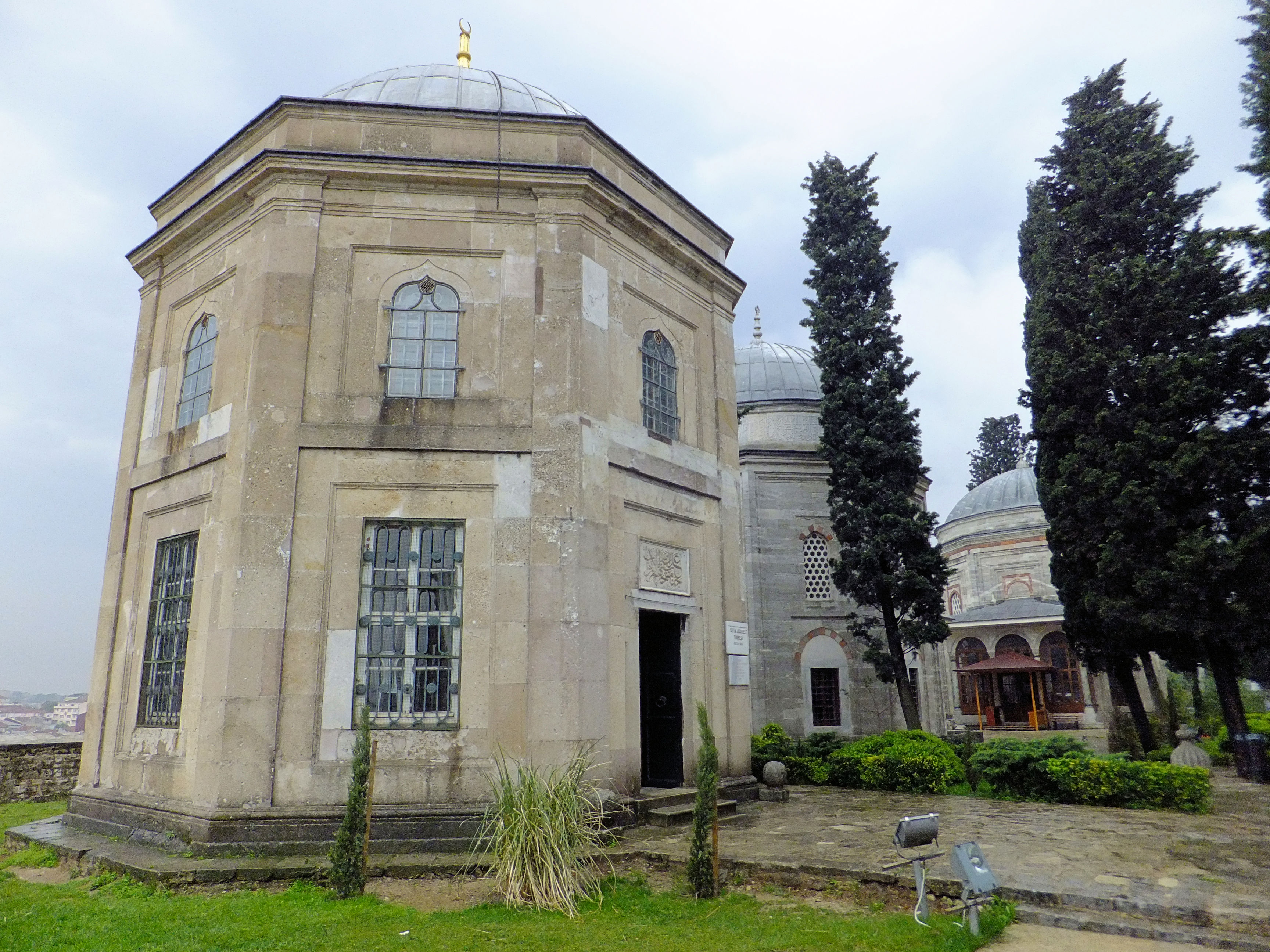
Mausoleo del Sultan Abdülmecid
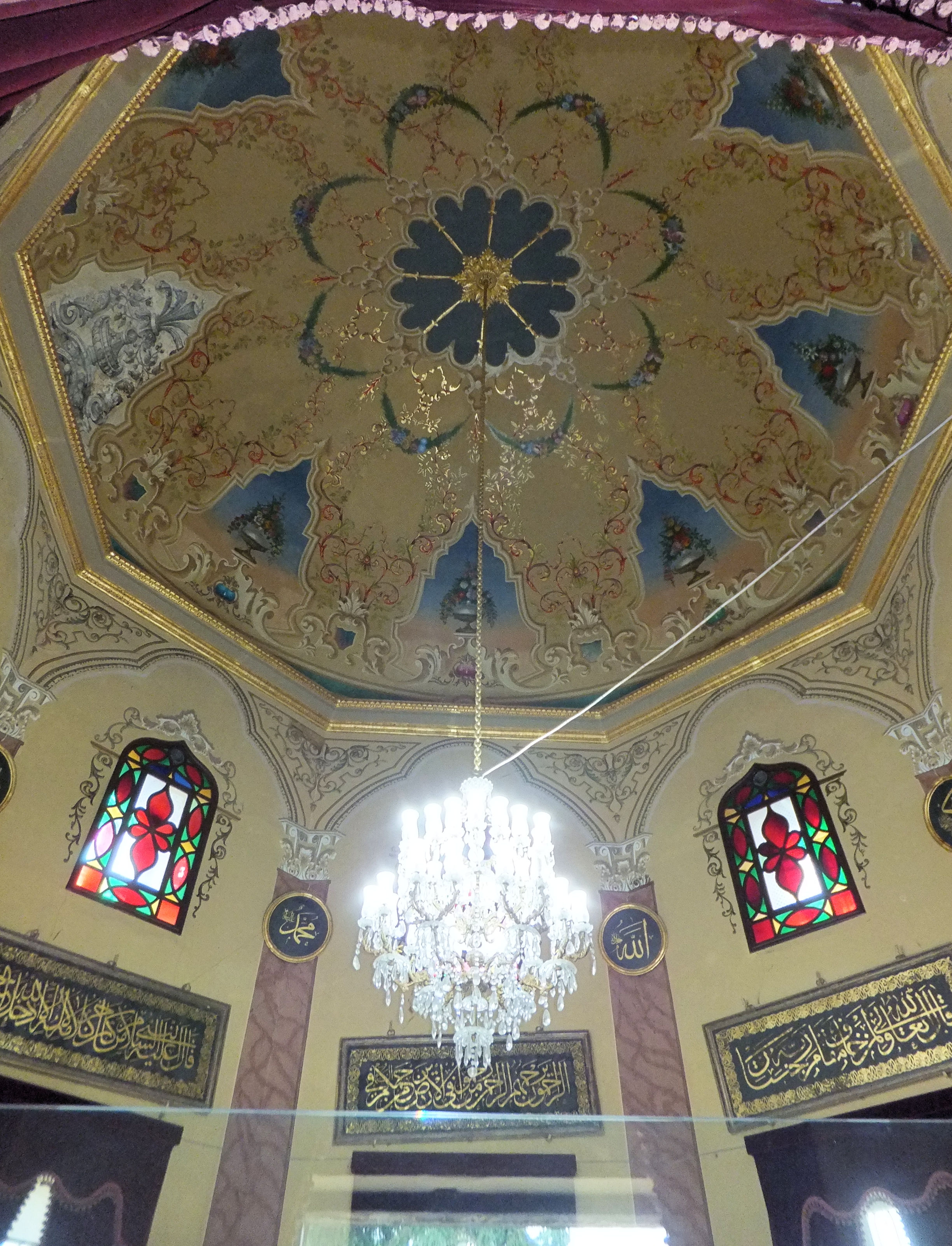
Interior del mausoleo del sultan Abdülmecid
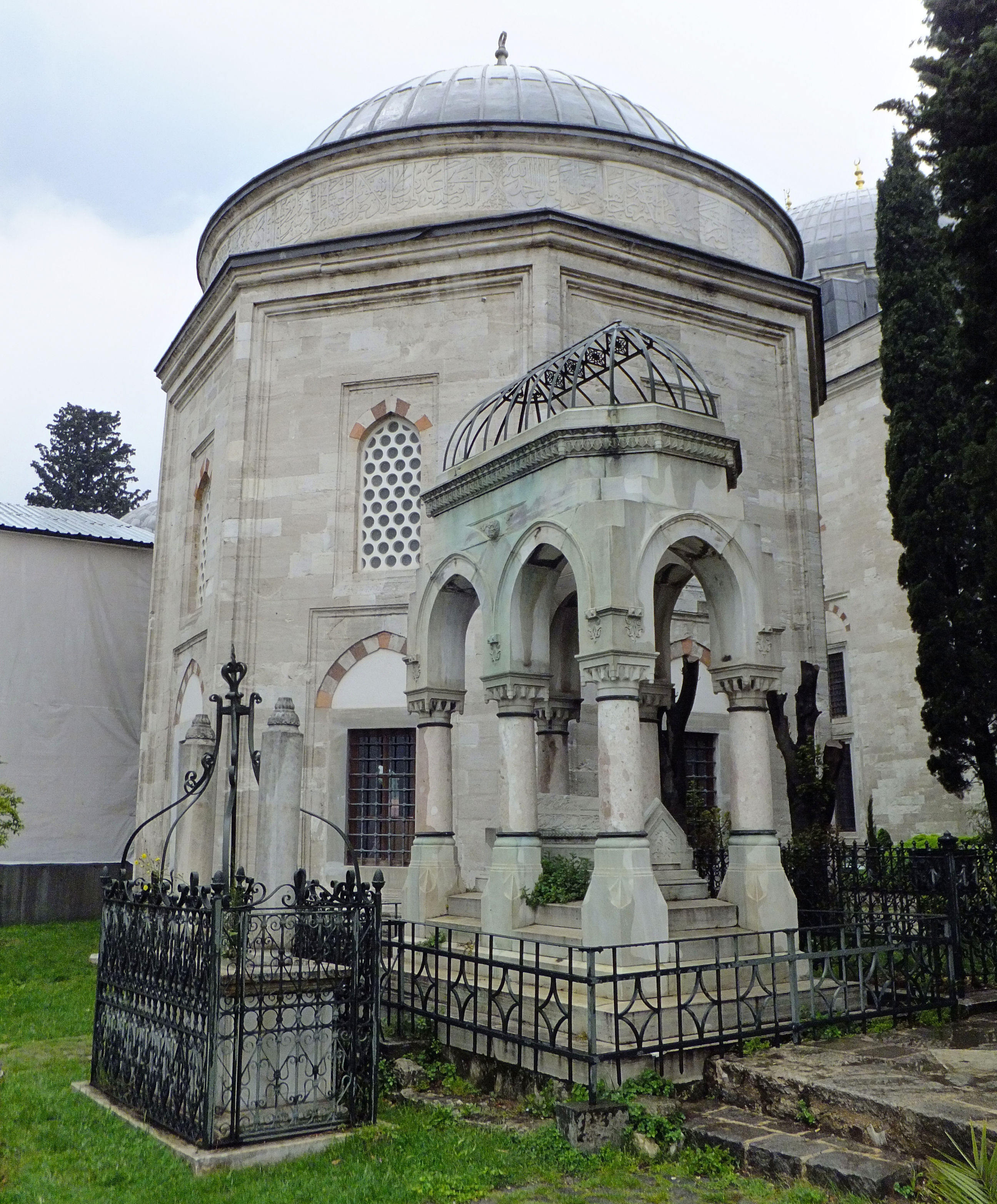
Mausoleo de la princesa
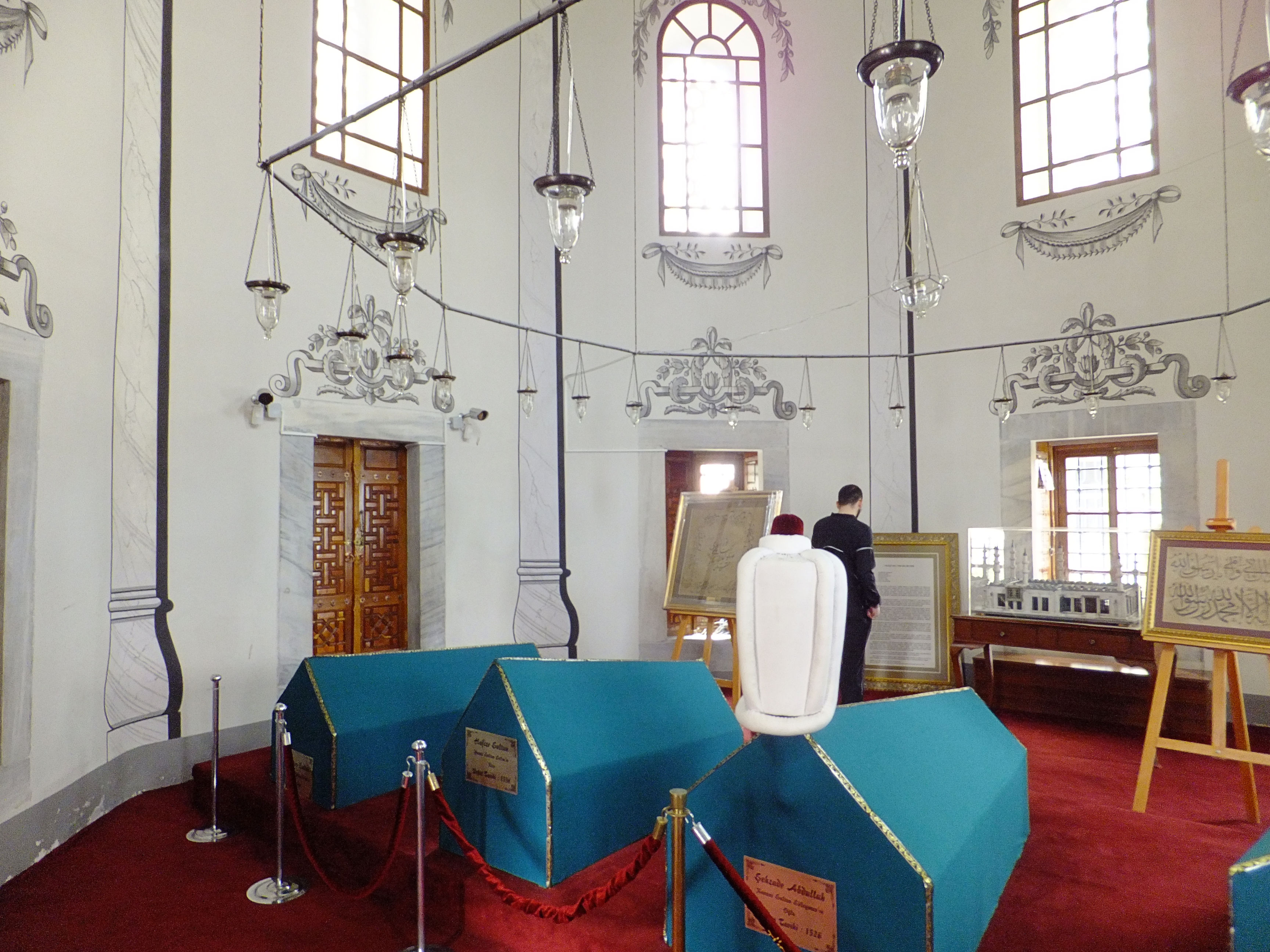
Interior del mausoleo de la princesa